# Two Faced
Two Faced (englisch für Zweigesichtig) ist ein Lied der US-amerikanischen Alternative-Rock-Band Linkin Park, das im November 2024 erschien.

## Entstehung und Veröffentlichung
Geschrieben wurde das Lied gemeinsam von den Linkin-Park-Mitgliedern Emily Armstrong, Colin Brittain, Brad Delson, Dave Farrell, Joe Hahn und Mike Shinoda. Shinoda zeichnete zudem auch für die Produktion verantwortlich.
Die Erstveröffentlichung von Two Faced erfolgte als Single am 13. November 2024 bei Warner Music. Diese erschien als digitaler Einzeltrack zum Download und Streaming. Am 15. November 2024 erschien das Lied als Teil von Linkin Parks achten Studioalbum From Zero (Katalognummer: 009362483984), dessen vierte Singleauskopplung es ist.

## Stil
Das Lied wird in die Musikrichtungen Nu Metal und Rap Rock eingeordnet. Der Sound von Two Faced wird mit den beiden ersten Alben der Band, Meteora und Hybrid Theory, verglichen.

## Musikvideo
Das Musikvideo wurde von dem DJ der Band, Joe Hahn, produziert und erschien am 13. November 2024. Es zeigt die Band, wie sie in einem industriellen Setting performt.
Auch die Gestaltung des Musikvideos wird mit dem Auftreten der Band in den 2000ern verglichen.

## Rezensionen
Das US-amerikanische Magazin Billboard bewertete Two Faced als „viertbestes Lied“ des Albums From Zero und als „drittbeste Singleauskopplung“.

## Chartplatzierungen
Two Faced stieg am 22. November 2024 auf Platz fünf der deutschen Singlecharts ein. Das Lied avancierte zum 42. Charthit der Band in Deutschland, zum elften Mal erreichte sie die Top 10, dabei ist es der dritte Top-10-Hit nach The Emptiness Machine (September 2024) und Heavy Is the Crown (September 2024) binnen zweieinhalb Monaten, die in der gleichen Chartwoche ebenfalls in den Top 10 vertreten waren. Erstmals seit den Beatles im April 1964 platzierte sich damit eine Band mit drei Titeln gleichzeitig in den deutschen Top 10, zwischenzeitlich gelang dies nur Solokünstlern oder Duetten, zuletzt Apache 207 im Juni 2023.
| ChartsChartplatzierungen            | Höchstplatzierung | Wochen |
| ----------------------------------- | ----------------- | ------ |
| Deutschland (GfK)                   | 5 (3 Wo.)         | 3      |
| Österreich (Ö3)                     | 7 (2 Wo.)         | 2      |
| Schweiz (IFPI)                      | 6 (2 Wo.)         | 2      |
| Vereinigte Staaten (Billboard Rock) | 14 (… Wo.)        | …      |
| Vereinigtes Königreich (OCC)        | 22 (2 Wo.)        | 2      |